# Епенет
Епене́т (греч. Ἐπαινετός — похвальный) — апостол от семидесяти. Упоминается в Послании апостола Павла к Римлянам: Приветствуйте возлюбленного моего Епенета, который есть начаток Ахаии для Христа (Рим. 16:5). Святитель Иоанн Златоуст так комментирует эти слова апостола: 
 «из наименования Епенета „возлюбленным“ можно видеть, что апостол каждому воздаёт свою особенную похвалу; ибо быть возлюбленным Павла, который умел любить не даром, а с разбором, такая похвала не маловажна, напротив очень велика и показывает в Епенете много добродетелей. Потом следует другая похвала: „иже есть начаток Ахаии“. Сим апостол показывает, что Епенет или прежде всех притек к Христу и веровал, что также составляет немалую похвалу, или преимущественно пред другими показал в себе большое благочестие. Посему сказав: „Иже есть начаток в Ахаии“, апостол не умолк, дабы не стал ты здесь разуметь мирских отличий, присовокупил: „во Христе“. Если первенствующий в гражданских делах почитается великим и знаменитым, то тем паче первенствующей в делах духовных. И поелику Епенет, как вероятно, был низкого рода, то апостол высказывает истинное его благородство и преимущество и тем украшая его, говорить, что он не для одного Коринфа, но для целого народа был „начатком“, то есть соделался как дверью и входом для прочих. А таким даётся немалая награда. Такой человек получит великое воздаяние за добродетели других, как немало содействующий им в начале».
Согласно указанных слов апостола Павла, родиной Епенета считают Ахаию (Грецию). Вероятно, он был обращён Павлом во время его второго апостольского путешествия и пребывания в Ефесе (Деян. 18). Согласно четий-миней Димитрия Ростовского, Епенет был епископом в городе Коринфе, и об обстоятельствах его кончины не упоминается. В греческих минеях о его смерти сообщается кратко — просто «отошёл ко Господу», однако из текста службы апостолу можно сделать вывод о его мученической кончине:  «Епенет чудный, проповедник славный, прославляется, как подъемший страсть, претерпевший мученическую кончину, сообразно Христу, за Которого добре подвизался».
Согласно псевдо-Дорофею и псевдо-Ипполиту, Епенет был первым епископом Карфагена или Картахены.
Память совершается 30 июля (12 августа) и 4 (17) января в день Собора Апостолов от семидесяти.